# Stadtältester
Stadtältester ist in Deutschland ein Ehrentitel für verdiente Kommunalpolitiker. Die Verleihung ist rechtlich je nach Bundesland unterschiedlich geregelt. Im Ausland wurde die Bezeichnung teilweise auch für andere kommunale Funktionen gebraucht.

## Deutschland

### Bundesland Bremen
In der Freien Hansestadt Bremen wird der Ehrentitel Stadtältester von der Bremerhavener Stadtverordnetenversammlung in Bremerhaven verliehen, gem. § 14 Abs. 2 der Bremerhavener Stadtverfassung.

### Bundesland Hessen
Stadtältester ist in Hessen ein Ehrentitel, der Stadtverordneten, Gemeindevertretern oder Ortsbeiräten gemäß § 28 der Hessischen Gemeindeordnung nach mindestens 20 Jahren Zugehörigkeit zum jeweiligen Gremium gemäß Ehrenordnung oder Hauptsatzung der jeweiligen Gemeinde zugesprochen werden kann. Der Titel wird bei Gemeindevertretern als Gemeindeältester und bei Ortsbeiräten als Stadtteilältester bezeichnet.

## Geschichte
Stadtältester war in Preußen Ehrentitel eines Magistratsmitglieds, welches sein Amt mindestens neun Jahre lang mit Ehren bekleidet hatte und wurde vom Magistrat in Übereinstimmung mit der Stadtverordnetenversammlung verliehen.

## Ausland
Orte, die den Titel „Stadtältester“ verleihen und nicht auf dem Gebiet der heutigen Bundesrepublik Deutschland liegen:
- Landsberg an der Warthe (Gorzów Wielkopolski)
- Zielenzig (Sulęcin)

### Baltikum
Historisch war auch die Amtsbezeichnung von Bürgermeistern kleinerer Städte im heutigen Baltikum „Stadtältester“.